# Bibigül Nuruschewa
Bibigül Nuruschewa (kasachisch Бибігүл Нұрушева Bibıgül Nūruşeva; * 2. April 1994) ist eine kasachische Fußballspielerin.

## Karriere

### Vereine
Nuruschewa begann ihre Karriere 2020 im kasachischen Verein Oqschetpes Kökschetau und spielte bis 2021. 2022 wechselte sie zu Tomiris Turan. Seit 2023 ist sie für das Verein BIIK Kazygurt aktiv.

### Nationalmannschaft
Seit 2010 spielt Nuruschewa für die kasachischen Frauen-Nationalmannschaft. Sie trat für das Team während der Qualifikation zur FIFA Frauen-Weltmeisterschaft 2019 an.